# Gran Consiglio (San Gallo)
Il Gran Consiglio del Canton San Gallo (in tedesco Kantonsrat des Kantons St. Gallen) è il parlamento del Canton San Gallo. Ha sede a San Gallo, presso gli edifici della vecchia abbazia.

## Composizione
Il Gran Consiglio è composto da 120 membri, eletti per quattro anni. I Granconsiglieri sono eletti con sistema proporzionale in otto circoscrizioni: San Gallo, Rorschach, Rheintal, Werdenberg, Sarganserland, See-Gaster, Toggenburgo e Wil. Il numero di seggi per circoscrizione è ripartito in proporzione alla popolazione residente. La carica di Granconsigliere è incompatibile con incarichi di governo e nell'autorità giudiziaria, e con alcuni incarichi di collaborazione con l'amministrazione cantonale.

## Mansioni
Il Gran Consiglio dispone del potere legislativo: approva le leggi e le modifiche alla costituzione cantonale, approva il bilancio e le spese del governo, esercita attività di vigilanza nei confronti del governo e dell'amministrazione cantonale. In caso di urgenza, può immediatamente mettere in vigore una legge o un decreto finanziario che deve però essere sottoposto a referendum entro un anno. Elegge inoltre il proprio presidente, i membri del governo cantonale e i membri del tribunale cantonale e del tribunale amministrativo.